# Igreja Matriz da Tocha
A Igreja Matriz da Tocha, também referida como  Igreja de Nossa Senhora da Tocha,  Igreja Paroquial da Tocha ou Santuário de Nossa Senhora de Atocha, é uma igreja situada na Tocha, no município de Cantanhede, em Portugal.
A Igreja Matriz da Tocha está classificada como Imóvel de Interesse Público desde 1944.

## História
A Igreja Nossa Senhora da Tocha, também conhecida como Nossa Senhora D'Atocha (nome de origem espanhola), teve origem em uma pequena capela construída por João Garcia Bacelar, um pontevedrense, em 1610 para cumprir uma promessa feita a Nossa Senhora D'Atocha. Quando se via naufragando disse que se sobrevivesse construiria um altar para Nossa Senhora na praia em que chegasse. Esta praia foi a praia da Tocha.